# Konrad Ferdinand Edmund von Freyhold
Konrad Ferdinand Edmund von Freyhold (* 8. Juli 1878 in Freiburg im Breisgau; † 25. Mai 1944 ebenda) war ein deutscher Maler und Bilderbuchillustrator.

## Leben

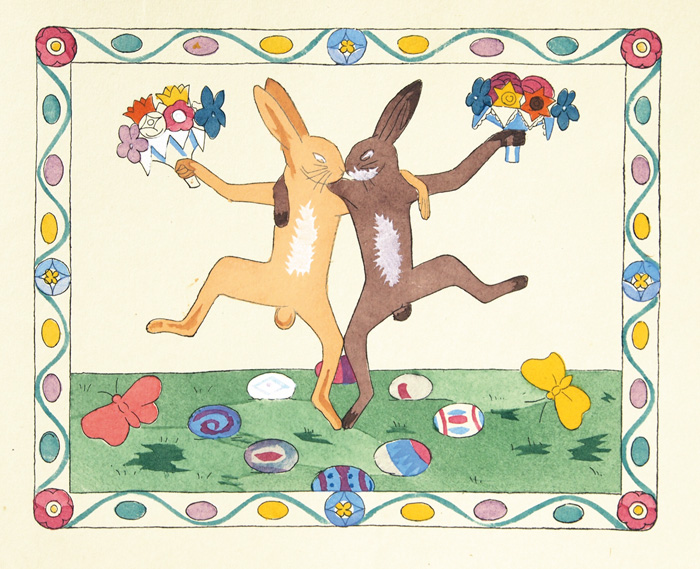
Bild aus Osterbuch (1908)

Konrad Freyhold wuchs als Sohn des Botanikers und Gymnasialprofessors Ferdinand Edmund Joseph Karl von Freyhold in Freiburg, Pforzheim und Baden-Baden auf. Ab 1896 studierte er an der Großherzoglich Badischen Akademie der bildenden Künste bei Robert Poetzelberger und Leopold von Kalckreuth. Seine Kommilitonen waren Karl Hofer, Emil Rudolf Weiß und Wilhelm Laage, denen er in Freundschaft verbunden war und die ihm den Spitznamen Cimabu verliehen.
Studienaufenthalte hatte er in Fiesole und London, wo er 1898 Stefanie Lichtenauer gegen den Willen der Familien heiratete. 
Es folgte der Abbruch des Studiums und mehrere Aufenthalte in Paris. Freyhold orientierte sich künstlerisch an Auguste Renoir und erwarb mehrere Bilder von Henri Rousseau, darunter das Kind mit Hampelmann (heute im Kunstmuseum Winterthur). Freyhold lebte in Landeck bei Emmendingen und wurde von seinem Freund Karl Wieck finanziell unterstützt.
Emil Rudolf Weiss verschaffte 1902 Freyhold aufgrund seiner Beziehungen zu Richard Dehmel Illustrationsaufträge für den Sammelband Der Buntscheck, der 1904 bei Schafstein & Cie. in Köln erschien. Weitere Bilderbücher folgten ab 1905 im Schaffstein Verlag.
Freyhold war in Kontakt mit Karl Ernst Osthaus, den er bei Bildankäufen in Frankreich beriet, und ab 1906 auch durch die Empfehlung von Hofer und Weiss mit dem Winterthurer Großkaufmann Theodor Reinhart, der ihn ab 1907 mäzenatisch unterstützte. Es kam im selben Jahr zum Bruch mit Theodor Reinhart, der aber auf erneute Intervention der Malerfreunde ab 1909 diese monatlichen Zahlungen wieder aufnahm.
Diese Beziehung knüpfte auch die lebenslange Freundschaft mit Reinharts Söhnen Werner und Hans, die beide Freyhold finanziell unterstützten. Durch Werner Reinhart machte er auch Bekanntschaft mit Rainer Maria Rilke, der Freyholds Bilderbücher sehr schätzte.
1908 sprach der Berliner Verleger Bruno Cassirer Freyhold wegen eines Bilderbuchs an, und dieser lieferte ihm die Bilder für das ursprünglich Osterbuch betitelte, später in Hasenbuch umbenannte, nachträglich von Christian Morgenstern mit Versen ausgestattete Bilderbuch. Weitere Editionspläne wurden nicht realisiert. Freyhold stellte in der Berliner und der Freien Secession in Berlin aus. 1912 war Freyhold in der Kunsthalle Mannheim mit Bildern vertreten.
Weitere Aufenthalte hatte er in Paris, 1913 auch in Cagnes-sur-Mer als Gast von Auguste Renoir. Er leistete Vermittlungstätigkeit bei Kunstankäufen, unter anderem für das Kunsthaus Bernheim – Jeune &Cie. in Paris. Dort lieferte er 1921 beispielsweise von Henri Rousseau Frau in einer Landschaft ein.
1915 bis 1918 leistete Freyhold im Ersten Weltkrieg Kriegsdienst. 1915 starb Karl Wieck und setzte Freyhold zu seinem Universalerben ein. Die Familie lebte weiter in Landeck bei Emmendingen, Freyhold arbeitete als freischaffender Künstler. 1927 war er Gründungsmitglied der Badischen Sezession, mit der er an Ausstellungen in Freiburg, Stuttgart und Donaueschingen teilnahm. Von 1926 bis 1930 arbeitete Freyhold an den Fresken für die Neue Aula der Albertus-Universität in Königsberg (im Zweiten Weltkrieg zerstört).
Freyhold trat zum 1. September 1930 der NSDAP (Mitgliedsnummer 308.778) und 1931 der SA bei. 1933 wurde er Stadtrat von Freiburg, 1935 wurde er zum Ratsherren berufen. 1933 übernahm er den Vorsitz der Badischen Sezession bis zu ihrer Auflösung 1936.
Freyhold starb am 25. Mai 1944 in Freiburg-Zähringen.

## Werke
Die ersten bekannten Arbeiten von Freyhold sind Aquarelle und Zeichnungen aus dem Nachlass (heute in Privatbesitz). Weitere Arbeiten befinden sich in Familienbesitz, im Musikkollegium Winterthur, den Winterthurer Museen und im Augustinermuseum Freiburg.
Bekannt geblieben ist Freyhold durch seine buchkünstlerischen Arbeiten, die von der Kritik schon früh als außergewöhnlich und bahnbrechend eingestuft wurden. Sie wurden auch nach dem Zweiten Weltkrieg weiterhin als wegweisend für das moderne deutsche Bilderbuch genannt und als Reprint wieder auf den Markt gebracht.
Seine zwei Wandbilder für Kinderzimmer (bei Schaffstein) sind 2008 wiederentdeckt und ausgestellt worden.

## Publikationen
- Otto Julius Bierbaum: Irrgarten der Liebe. Insel-Verlag, Leipzig 1901. Titelvignette – Holzschnitt von Emil Rudolf Weiss nach Vorlage von Freyhold (Freyhold inv., Weiß sculp.) Auch in „Die Insel“, 3. Jahrgang, Heft 4, Seite 3.
- Richard Dehmel (Hg): Der Buntscheck. Ein Sammelbuch herzhafter Kunst für Ohr und Auge deutscher Kinder. Schafstein. Köln 1904. Reprint: Insel Verlag, 1985.
- Bilderbücher: Band I, Tiere. Hermann & Friedrich Schaffstein, 1905. Neuauflage 1929. Reprint: Manufactum Verlag, 2008.
- Bilderbücher: Band II, Sport und Spiel. Hermann & Friedrich Schaffstein, 1906. Neuauflage 1929. Reprint: Manufactum Verlag, 2008.
- Malbücher: Band 1. Hermann&Friedrich Schaffstein, 1905.
- Malbücher: Band II. Hermann&Friedrich Schaffstein, 1907.
- Osterbuch (Hasenbuch). Verse von Christian Morgenstern. Bruno Cassirer, Berlin 1908. Neuauflagen: 1920, 1926. Verkleinerte Ausgabe: Inselbücherei 707, 1960. ISBN 3-458-05841-9. Weitere Auflage: als Insel Bilderbuch 1978, ISBN 3-458-05841-9. Reprint: Manufactum Verlag, 2007; Reprint: Walde + Graf Verlagsagentur und Verlag, Berlin 2019, ISBN 978-3-946896-40-1.
- Carl Bulcke: Die Reise nach Italien. C. Reissner Verlag, Dresden 1907. (Einband und Umschlag.)
- Carl Spitteler: Die Mädchenfeinde. Eugen Diederichs. Jena 1907. (Einband, Umschlag, Vorsatz und Innentitel.)
- Franz Xaver Reiter aus Lauchheim: Das Hausbuch. Eugen Diederichs, Jena 1907. (Einband und Umschlag.)